# Borja Fernández (calciatore 1995)
Borja Fernández Fernández (Vigo, 16 agosto 1995) è un calciatore spagnolo, centrocampista del Ponferradina.

## Caratteristiche tecniche
È un centrocampista centrale.

## Carriera
Cresciuto nelle giovanili del Celta Vigo, ha esordito in prima squadra il 24 agosto 2014 in occasione del match di campionato vinto 3-1 contro il Getafe.
Per la stagione 2017-2018 è stato ceduto in prestito al Reus.